# 伊藤正三
伊藤 正三（いとう しょうぞう、1961年2月19日 - ）は、日本の実業家。NTT西日本代表取締役副社長を経て、NTTファイナンス代表取締役社長。

## 略歴
長野県諏訪市出身。長野県諏訪清陵高等学校を経て、1984年東京大学法学部卒業、日本電信電話公社（現・NTT）入社。2009年NTT西日本財務部長。2012年同社人事部長。2014年同社取締役人事部長。2015年同社取締役経営企画部長。同年同社取締役経営企画部長財務部長兼務。2016年同社取締役経営企画部長。2018年同社代表取締役副社長アライアンス営業本部長。2020年NTTファイナンス代表取締役副社長。2021年同社代表取締役社長。